# Джо Ройл
Джо Ройл (англ. Joe Royle, нар. 8 квітня 1949, Ліверпуль) — англійський футболіст, що грав на позиції нападника. По завершенні ігрової кар'єри — тренер.
Виступав, зокрема, за клуби «Евертон» та «Манчестер Сіті», а також національну збірну Англії.

## Клубна кар'єра
Ройл навчався в загальноосвітній школі Quarry Bank High School в Ліверпулі, де активно займався різними видами спорту. Особливо він проявив себе у футболі, домігшись права грати за збірну ліверпульських школярів, в яку зазвичай залучали хлопчиків з середніх сучасних шкіл. Там Ройл привернув увагу багатьох клубів, в тому числі, такого гранда, як «Манчестер Юнайтед», але саме клуб його рідного міста, «Евертон», виявився спритнішим за всіх і зміг першим підписати гравця.
Джо провів у рідному клубі 8 років, зігравши 270 ігор і забивши 119 голів. Ройл дебютував у «Евертоні» у віці 16 років і був наймолодшим гравцем клубу, поки Джеймс Вон не побив його рекорд 10 квітня 2005 року. Протягом п'яти сезонів Ройл був найкращим бомбардиром «Евертона», зокрема, забивши 23 м'ячі в чемпіонаті 1969/70, які допомогли команді виграти чемпіонство, а потім зіграв у переможному Суперкубку Англії проти «Челсі» (2:1).
У 1974 році «Манчестер Сіті» купив Ройла за 170 000 фунтів стерлінгів і Джо допоміг новому для себе клубу виграти Кубок ліги в 1976 році. У листопаді 1977 року Ройл перейшов у «Брістоль Сіті», а в 1980 року став футболістом «Норвіч Сіті», в якому був визнаний гравцем року в 1981 році. У 1982 році (у віці 33 років) Джо був змушений закінчити кар'єру гравця через травму коліна. У 2002 році Ройл голосуванням уболівальників був включений до Зали слави «Норвіч Сіті».

## Виступи за збірну
3 лютого 1971 року дебютував в офіційних іграх у складі національної збірної Англії у матчі відбору на Євро-1972 проти Мальти (1:0).
Загалом протягом кар'єри у національній команді, яка тривала 7 років, провів у її формі 6 матчів, забивши 2 голи.

## Кар'єра тренера

### «Олдем Атлетик»
Розпочав тренерську кар'єру відразу ж по завершенні кар'єри гравця, 1982 року, очоливши тренерський штаб «Олдем Атлетика» і пропрацювавши в цьому клубі дванадцять років. У 1991 році команда під його керівництвом виграла турнір другого дивізіону, заслуживши право грати у Першому дивізіоні (через рік перетвореному в Прем'єр-лігу). Також «Олдем» на чолі з Ройлем двічі виходив у півфінал Кубка Англії (в 1990 і 1994 роках), програвши обидва рази «Манчестер Юнайтед» в переграванні, а також дійшли до фіналу Кубка Ліги 1990 року, поступившись «Ноттінгем Форест».
Коли тренер збірної Англії Боббі Робсон ще в травні оголосив, що піде у відставку після чемпіонату світу 1990 року, кандидатура Ройла всерйоз розглядалася на заміну Робсону, незважаючи на те, що Джо керував клубом лише другого за рангом дивізіону англійського футболу. Але в підсумку, новим менеджером збірної Англії був призначений Грем Тейлор.
У «Олдемі» у 1980-х і початку 1990-х років виступали кілька зірок англійського футболу тієї епохи. Серед них був нападник Грем Шарп — один з найуспішніших голеадорів 1980-х, півзахисник Майк Мілліган (який був проданий «Евертону» за 1 мільйон фунтів стерлінгів в 1990 році, лівий захисник Ерл Барретт (який на початку 1992 року був проданий «Астон Віллі» за 1,7 млн фунтів стерлінгів, ставши на той момент одним з найбільш дорогих захисників в Англії) і правий захисник Деніс Ірвін, який надалі провів 12 років у «Манчестер Юнайтед».
У сезоні 1991/92, в першому за майже 70-річну історію клубу у вищому дивізіоні, «Олдем» посів 17-е місце, заслуживши право грати в щойно заснованій Прем'єр-лізі. Там у наступному сезоні команда змогла зберегти місце в еліті тільки завдяки кращій різниці м'ячів після того як в останньому турі здобула домашню перемогу над «Саутгемптоном» з рахунком 4:3. Однак наприкінці сезону 1993/94 клуб очікувала ще одна битва за виживання, і цього разу «Олдем» не зміг її виграти. Після поразки від «Манчестер Юнайтед» у півфіналі Кубка Англії, команда не змогла здобути перемогу в семи останніх турах чемпіонату і вилетіла з Прем'єр-Ліги.

### «Евертон»
У листопаді 1994 року Ройл замінив Майка Вокера на посаді головного тренера «Евертона» і в свій перший сезон завоював Кубок та Суперкубок Англії, втім в чемпіонаті посів лише 15-те місце.
Того ж літа 1995 року Ройл підписав найкращого бомбардира «Манчестер Юнайтед» Андрія Канчельскіса за клубний рекорд у 5 мільйонів фунтів стерлінгів, а «Евертон» посів шосте місце в Прем'єр-лізі та дійшов до другого раунду Кубку європейських кубків у своїй першій європейській кампанії за 11 років. Після цього 1996 року Джо Ройл підписав вінгера Гері Спіда з «Лідс Юнайтед» за 3,5 мільйона фунтів, а також заплатив новий клубний рекорд, 5,75 мільйона фунтів, за нападника «Міддлсбро» Ніка Бармбі, але їх форма в сезоні 1996/97 була менш переконлива, і після того як керівництво клубу не дозволило Ройлу підписати норвежців Туре Андре Фло і Клауса Ефтевога, він пішов у відставку.. «Евертон» був лише на чотири очки вище зони вильоту, коли Ройл подав у відставку. У 2004 році Ройл був названий «Гігантом Евертона» за свої успіхи як гравець і тренер.

### «Манчестер Сіті»
У лютому 1998 року Ройл очолив «Манчестер Сіті». У той момент клуб був глибоко в зоні вильоту, і хоча Джо не міг врятувати клуб від вильоту, в наступному сезоні «городяни» вийшли в плей-оф, а через рік повернулися в прем'єр-лігу. «Манчестер Сіті» провів лише один сезон у верхньому дивізіоні, що призвело до того, що Ройла звільнили після вильоту в травні 2001 року.

### «Іпсвіч Таун»
У листопаді 2002 року Ройл очолив «Іпсвіч Таун», який у попередньому сезоні вилетів з Прем'єр-ліги. У січні 2003 року клуб опинився на межі банкрутства, що призвело до відходу кількох провідних гравців, заборону трансферів і обмеження зарплатних фондів . Ройл двічі виводив команду в плей-оф в 2004 і 2005 роках, але програв в обох випадках «Вест Гем Юнайтед». Кілька гравців були згодом продані клубам Прем'єр-ліги, після чого «Іпсвіч» фінішував 15-м в сезоні 2005/06, зайнявши найгірше місце в своїй історії з 1966 року, а Джо покинув клуб за «взаємною згодою» 11 травня 2006 року.

### Подальша кар'єра
У грудні 2006 року Ройл був призначений патроном некомерційної організації Trust Oldham, офіційної асоціації вболівальників «Олдем Атлетик». У листопаді 2007 року кандидатура Ройла на пост головного тренера розглядалася клубами «Лестер Сіті» і «Віган Атлетік», але в обох випадках він сам відмовлявся.
15 березня 2009 року Ройл, після відставки Джона Шерідана, тимчасово очолив «Олдем Атлетик». У квітні йому запропонували роботу на постійній основі, але 28 квітня Джо відмовився, оголосивши, що покине клуб після фінальної гри сезону.
2 червня 2014 року оголошено, що Ройл приєднається до «Норвіч Сіті» як консультант нового тренера Ніла Адамса.
14 липня 2014 року оголосили, що Ройл поряд з Девідом Ансвортом допомагатиме «Евертону» в розвитку молоді. А 12 травня 2016 року, після відходу Роберто Мартінеса Ройл допомагав Ансворту у фінальній грі «Евертона» в проти «Норвіч Сіті».
У жовтні 2018 року Ройл став директором клубу «Віган Атлетік».

## Статистика

### Ігрова
| Клуб               | Сезон              | Ліга               | Ліга  | Ліга | Кубок Англії | Кубок Англії | Кубок ліги | Кубок ліги | Єврокубки | Єврокубки | Суперкубок | Суперкубок | Всього | Всього |
| Клуб               | Сезон              | Дивізіон           | Матчі | Голи | Матчі        | Голи         | Матчі      | Голи       | Матчі     | Голи      | Матчі      | Голи       | Матчі  | Голи   |
| ------------------ | ------------------ | ------------------ | ----- | ---- | ------------ | ------------ | ---------- | ---------- | --------- | --------- | ---------- | ---------- | ------ | ------ |
| «Евертон»          | 1965/66            | Перший дивізіон    | 2     | 0    | 0            | 0            | 0          | 0          | 0         | 0         | 0          | 0          | 2      | 0      |
| «Евертон»          | 1966/67            | Перший дивізіон    | 4     | 3    | 0            | 0            | 0          | 0          | 0         | 0         | 0          | 0          | 4      | 3      |
| «Евертон»          | 1967/68            | Перший дивізіон    | 34    | 16   | 6            | 3            | 2          | 1          | 0         | 0         | 0          | 0          | 46     | 20     |
| «Евертон»          | 1968/69            | Перший дивізіон    | 42    | 22   | 5            | 4            | 4          | 3          | 0         | 0         | 0          | 0          | 51     | 29     |
| «Евертон»          | 1969/70            | Перший дивізіон    | 42    | 23   | 1            | 0            | 4          | 0          | 0         | 0         | 0          | 0          | 47     | 23     |
| «Евертон»          | 1970/71            | Перший дивізіон    | 40    | 17   | 5            | 2            | 0          | 0          | 6         | 4         | 1          | 0          | 52     | 23     |
| «Евертон»          | 1971/72            | Перший дивізіон    | 28    | 9    | 3            | 0            | 1          | 0          | 0         | 0         | 0          | 0          | 32     | 9      |
| «Евертон»          | 1972/73            | Перший дивізіон    | 14    | 7    | 0            | 0            | 1          | 0          | 0         | 0         | 0          | 0          | 15     | 7      |
| «Евертон»          | 1973/74            | Перший дивізіон    | 18    | 2    | 3            | 0            | 1          | 0          | 0         | 0         | 0          | 0          | 22     | 2      |
| «Евертон»          | 1974/75            | Перший дивізіон    | 8     | 3    | 0            | 0            | 2          | 0          | 0         | 0         | 0          | 0          | 10     | 3      |
| «Евертон»          | Всього             | Всього             | 232   | 102  | 23           | 9            | 14         | 4          | 6         | 4         | 1          | 0          | 276    | 119    |
| «Манчестер Сіті»   | 1974/75            | Перший дивізіон    | 16    | 1    | 0            | 0            | 0          | 0          | 0         | 0         | 0          | 0          | 16     | 1      |
| «Манчестер Сіті»   | 1975/76            | Перший дивізіон    | 37    | 12   | 2            | 0            | 9          | 6          | 0         | 0         | 0          | 0          | 48     | 18     |
| «Манчестер Сіті»   | 1976/77            | Перший дивізіон    | 39    | 7    | 4            | 2            | 1          | 0          | 2         | 0         | 0          | 0          | 46     | 9      |
| «Манчестер Сіті»   | 1977/78            | Перший дивізіон    | 7     | 3    | 0            | 0            | 2          | 0          | 2         | 0         | 0          | 0          | 11     | 3      |
| «Манчестер Сіті»   | Всього             | Всього             | 99    | 23   | 6            | 2            | 12         | 6          | 4         | 0         | 0          | 0          | 121    | 31     |
| «Бристоль Сіті»    | 1977/78            | Перший дивізіон    | 26    | 8    | 2            | 0            | 0          | 0          | 0         | 0         | 0          | 0          | 28     | 8      |
| «Бристоль Сіті»    | 1978/79            | Перший дивізіон    | 40    | 7    | 2            | 0            | 1          | 0          | 0         | 0         | 0          | 0          | 43     | 7      |
| «Бристоль Сіті»    | 1979/80            | Перший дивізіон    | 35    | 3    | 0            | 0            | 6          | 2          | 0         | 0         | 0          | 0          | 41     | 5      |
| «Бристоль Сіті»    | Всього             | Всього             | 101   | 18   | 4            | 0            | 7          | 2          | 0         | 0         | 0          | 0          | 112    | 20     |
| «Норвіч Сіті»      | 1980/81            | Перший дивізіон    | 40    | 9    | 2            | 0            | 3          | 1          | 0         | 0         | 0          | 0          | 45     | 10     |
| «Норвіч Сіті»      | 1981/82            | Другий дивізіон    | 2     | 0    | 0            | 0            | 0          | 0          | 0         | 0         | 0          | 0          | 2      | 0      |
| «Норвіч Сіті»      | Всього             | Всього             | 42    | 9    | 2            | 0            | 3          | 1          | 0         | 0         | 0          | 0          | 47     | 10     |
| Загалом за кар'єру | Загалом за кар'єру | Загалом за кар'єру | 474   | 152  | 35           | 11           | 36         | 13         | 10        | 4         | 1          | 0          | 556    | 180    |

### Тренерська
| Команда            | З                  | По                 | Статистика | Статистика | Статистика | Статистика | Статистика |
| Команда            | З                  | По                 | Ігор       | Перемог    | Нічиїх     | Поразок    | % перемог  |
| ------------------ | ------------------ | ------------------ | ---------- | ---------- | ---------- | ---------- | ---------- |
| «Олдем Атлетик»    | 14 липня 1982      | 10 листопада 1994  | 608        | 225        | 165        | 218        | 37,01      |
| «Евертон»          | 10 листопада 1994  | 27 березня 1997    | 118        | 47         | 36         | 35         | 39,83      |
| «Манчестер Сіті»   | 18 лютого 1998     | 21 травня 2001     | 171        | 74         | 47         | 50         | 43,27      |
| «Іпсвіч Таун»      | 28 листопада 2002  | 11 травня 2006     | 189        | 81         | 48         | 60         | 42,86      |
| «Олдем Атлетик»    | 15 березня 2009    | 8 травня 2009      | 9          | 1          | 4          | 4          | 11,11      |
| «Евертон»          | 12 травня 2016     | 15 травня 2016     | 1          | 1          | 0          | 0          | 100,000    |
| Загалом за кар'єру | Загалом за кар'єру | Загалом за кар'єру | 1097       | 429        | 300        | 368        | 39,11      |

## Титули і досягнення

### Як гравця
- Чемпіон Англії (1):

«Евертон»: 1969/70
- Володар Суперкубка Англії (1):

«Евертон»: 1970
- Володар Кубка Футбольної ліги (1):

«Манчестер Сіті»: 1975/76

### Як тренера
- Володар Кубка Англії (1):

«Евертон»: 1994/95
- Володар Суперкубка Англії (1):

«Евертон»: 1995

### Індивідуальні
- Тренер місяця англійської Прем'єр-ліги: лютий 1994[25]
- Тренер місяця англійського Чемпіоншипу: листопад 2004[26]